# Alias (jeu vidéo)
Pour les articles homonymes, voir Alias.
Alias est un jeu vidéo d'action-aventure basé sur la série télévisée américaine d'espionnage  Alias. Développé par Acclaim Cheltenham, le jeu a été édité  en 2004 par Acclaim Entertainment sur PlayStation 2, Windows et Xbox.

## Histoire
L'héroïne Sydney Bristow est un agent de la CIA surentraîné qui se retrouve au cœur d'une histoire inédite écrite par les créateurs de la série télévisée. Pour remplir ses objectifs de mission, Sydney peut se déguiser et utiliser divers gadgets et autres techniques de combat.